# Valentin Purrey
Valentin Purrey (Layrac, 1861 – Bordeaux, 1928) è stato un ingegnere francese, progettista di veicoli e automotrici a vapore, motori a vapore.
I suoi interessi lo portarono a studiare meccanica all'Ecole supérieure d'industrie et de commerce di Bordeaux. 
A 19 anni venne inviato a Buenos Aires per il montaggio di una unità a vapore e poi lavorò a Barcellona in una società di trasporti. Realizzò il suo primo Tram a vapore nel 1886 divenendo un ingegnere e progettista. Creò poi uno stabilimento a Bordeaux onorando un'ordinazione importante di veicoli tranviari a vapore per la Compagnie Générale 
des Omnibus de Paris orientandosi, dal 1898, anche verso applicazioni stradali quali l'automobile e l'autocarro al punto che intorno al 1910 era divenuto uno dei più grandi costruttori di veicoli stradali a vapore di grossa portata .
Costruì tutta una serie di veicoli automotori per ferrovie e tranvie di vari paesi del mondo. 
Valentin Purrey si spense a Bordeaux nel 1928. L'attività costruttiva della fabbrica ebbe termine nel 1929.